# Enotepteron hayashii
Enotepteron hayashii is een slakkensoort uit de familie van de Gastropteridae. De wetenschappelijke naam van de soort is voor het eerst geldig gepubliceerd in 2009 door Hamatani.